# 奥州藤原氏

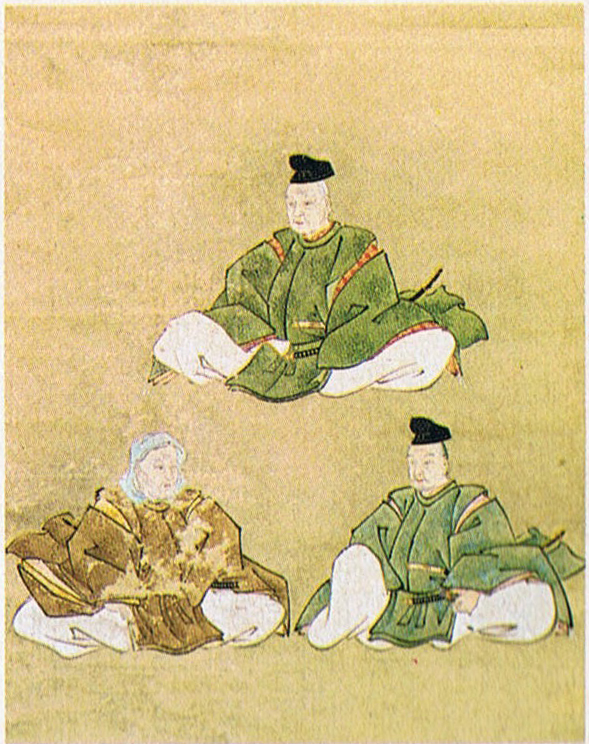
毛越寺所蔵の三衡画像（江戸時代）

奥州藤原氏（おうしゅうふじわらし）は、前九年合戦・後三年合戦の後の寛治元年（1087年）から源頼朝に滅ぼされる文治5年（1189年）までの間に陸奥（後の陸中国）平泉を中心として出羽を含む奥羽地方(現在の東北地方)一帯に勢力を張った藤原北家の支流の豪族。藤原北家秀郷流一族。平泉藤原氏（ひらいずみふじわらし）または北方藤原氏（ほっぽうふじわらし）ともいう。

## 歴史

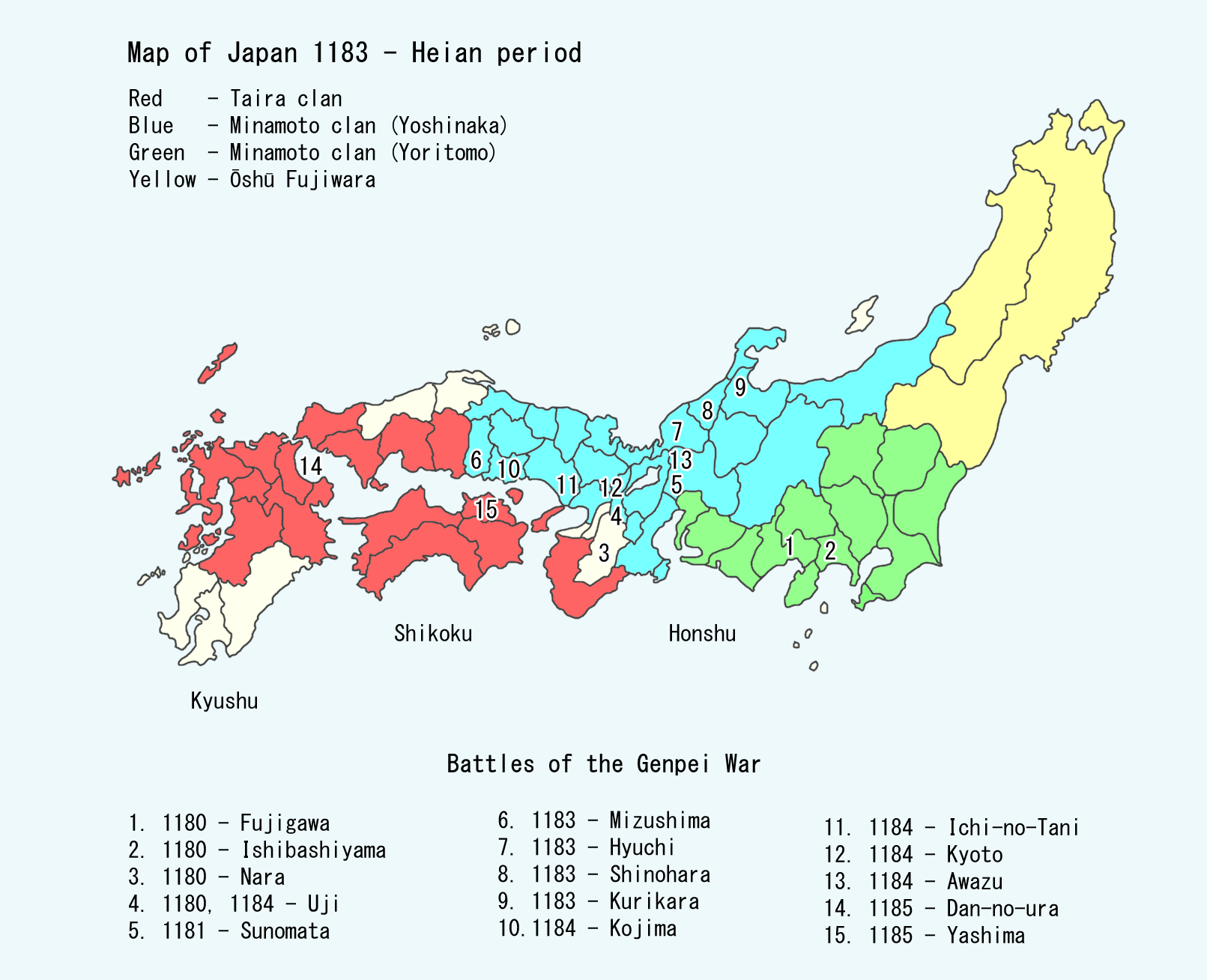
奥州藤原（黄）の勢力図（1183年、平安時代）

### 出自
奥州藤原氏の遠祖である藤原頼遠は諸系図によると「太郎太夫下総国住人」であったと記され、陸奥国（後の陸中国）に移住した経緯はよく分かっていない。しかし父親の藤原正頼が従五位下であったことと比較し頼遠が無官であることから平忠常の乱において忠常側についた頼遠が罪を得て陸奥国に左遷され、多賀国府の官人となったものと推測されている。ただしこの意見には、平忠常の乱では忠常の息子たちも罪を得ていないので頼遠連座はあり得ないとの反論がある。
『続群書類従』によると、頼遠は藤原秀郷の孫の藤原千清の養子になったという。
頼遠の子・藤原経清（亘理権大夫）に至り、亘理地方に荘園を経営するなど勢力の伸張が見られた。また経清は陸奥奥六郡を牛耳る豪族・安倍頼時の娘を娶（めと）って縁戚関係を結び、安倍氏一門の南方の固めとなっていた。長久元年（1040年）より国府の推挙により数か年修理大夫として在京し、陸奥守・藤原登任の下向に同行し帰省したとの説もある。
なお奥州藤原氏が実際に藤原氏の係累であるかについては長年疑問符がつけられていたが、近年の研究では藤原経清について永承2年（1047年）の五位以上の藤原氏交名を記した『造興福寺記』に名前が見えており、同時期に陸奥国在住で後に権守となった藤原説貞と同格に扱われていることから実際に藤原氏の一族であったかはともかく、少なくとも当時の藤原摂関家から一族の係累に連なる者と認められていたことは確認されている。また確たる史料はないものの亘理郡の有力者で五位に叙せられ、陸奥の在庁官人として権守候補であった可能性は高いと見られている。
また、埴原和郎は、藤原氏三代の遺体を計測したデータを分析し、奥州藤原氏は東北人ではなく京都人と位置付けている。

### 奥州藤原氏登場前史
東北地方は弥生時代以降も続縄文文化や擦文文化に属する人々が住むなど、関東以南とは異なる歴史をたどった。中央政権の支配も関東以南ほど強くは及んでいなかったが律令制の時代には陸奥国と出羽国が置かれ、俘囚と呼ばれた蝦夷（えみし）系の人々と関東以南から移住して来た人々が入り混じって生活していた。
11世紀半ば、陸奥国には安倍氏、出羽国には清原氏という強力な豪族が存在していた。このうち安倍氏が陸奥国の国司と争いになり、これに河内源氏の源頼義が介入して足掛け12年にわたって戦われたのが前九年の役である。前九年の役はその大半の期間において安倍氏が優勢に戦いを進めていたが、最終局面で清原氏の加勢を得ることに成功した源頼義が勝利した。
この前九年の役の前半、安倍氏の当主は頼時であった。頼時は天喜5年（1057年）に戦死し、その息子の安倍貞任は康平5年（1062年）に敗死して安倍氏は滅亡した。頼時の娘の1人が前述の亘理郡の豪族・藤原経清に嫁ぎ男子をもうけていた。経清は安倍氏側の中核にあり、前九年の役の終結に際し頼義に捕らわれ斬首された。その妻（つまり頼時の娘）は頼義の3倍の兵力を率いて参戦した戦勝の立役者である清原武則の長男・武貞に再嫁することとなった。これにともない安倍頼時の外孫である経清の息子もまた武貞の養子となり、長じて清原清衡を名乗った。
永保3年（1083年）、清原氏の頭領の座を継承していた清原真衡（武貞の子）と清衡、そしてその異父弟の清原家衡との間に内紛が発生する。この内紛に源頼義の嫡男であった源義家が介入し、清原真衡の死もあっていったんは清原氏の内紛は収まることになった。ところが義家の裁定によって清原氏の所領だった奥六郡が清衡と家衡に3郡ずつ分割継承されると、しばらくしてこれを不服とした家衡が清衡との間に戦端をひらいてしまった。義家はこの戦いに再び介入し、清衡側について家衡を討った。この一連の戦いを後三年の役と呼ぶ。
真衡、家衡の死後、清原氏の所領は清衡が継承することとなった。清衡は実父・経清の姓である藤原を再び名乗り、藤原清衡となった。これが奥州藤原氏の始まりである。

### 藤原氏の支配の成立
清衡は、朝廷や藤原摂関家に砂金や馬などの献上品や貢物を欠かさなかった。そのため、朝廷は奥州藤原氏を信頼し、彼らの事実上の奥州支配を容認した。その後、朝廷内部で源氏と平氏の間で政争が起きたために奥州にかかわっている余裕が無かったという事情もあったが、それより大きいのは当時の中央政府の地方支配原理にあわせた奥州支配を進めたことと思われる。奥州藤原氏は、中央から来る国司を拒まず受け入れ、奥州第一の有力者としてそれに協力するという姿勢を最後まで崩さなかった。
そのため奥州は朝廷における政争と無縁な地帯になり、奥州藤原氏は奥州17万騎と言われた強大な武力と政治的中立を背景に源平合戦の最中も平穏の中で独自の政権と文化を確立することになる。
また、清衡の子基衡は、院の近臣で陸奥守として下向してきた藤原基成と親交を結ぶ方針をとった。基衡は、基成の娘を後継者の3代目秀衡の嫁に迎え入れ、院へも影響を及ぼした。その後下向する国司はほとんどが基成の近親者で、基成と基衡が院へ強い運動を仕掛けたことが推測される。
奥州藤原氏が築いた独自政権の仕組みは鎌倉幕府に影響を与えたとする解釈もある。
清衡は陸奥押領使に、基衡は奥六郡押領使、出羽押領使に、秀衡は鎮守府将軍に、泰衡は出羽、陸奥押領使であり押領使を世襲することで軍事指揮権を公的に行使することが認められ、それが奥州藤原氏の支配原理となっていた。また、奥州の摂関家荘園の管理も奥州藤原氏に任されていたようである。奥州藤原氏滅亡時、平泉には陸奥、出羽の省帳、田文などの行政文書の写しが多数あったという。本来これらは国衙にあるもので、平泉が国衙に準ずる行政都市でもあったことがうかがえる。
一方で出羽国に奥州合戦後も御家人として在地支配を許された豪族が多いことから、在地領主の家人化が進んだ陸奥国と押領使としての軍事指揮権に留まった出羽国の差を指摘する見解もある。特に出羽北部には荘園が存在せず、公領制一色の世界であったため、どの程度まで奥州藤原氏の支配が及んだかは疑問であるとする説がある。
その政権の基盤は奥州で豊富に産出された砂金と北方貿易であり、北宋や沿海州などとも独自の交易を行っていたようである。マルコ・ポーロの東方見聞録に登場する黄金の国ジパングのイメージは、奥州藤原氏による十三湊大陸貿易によってもたらされたと考える研究者もいる。

### 平泉文化
長治2年（1105年）に清衡は本拠地の平泉に最初院（後の中尊寺）を建立した。
永久5年（1117年）に基衡が毛越寺（もうつうじ）を再興した。その後基衡が造営を続け、壮大な伽藍（がらん）と庭園の規模は京のそれをしのいだといわれている。毛越寺の本尊とするために薬師如来像を仏師・雲慶に発注したところあまりにも見事なため、鳥羽法皇が京都の外へ持ち出すことを禁じてしまう。これを聞いた基衡は七日七晩持仏堂にとじ籠って祈り、関白藤原忠通に取り成してもらい法皇の許しを得て、ようやく安置することができたという。
天治元年（1124年）に清衡によって中尊寺金色堂が建立された。屋根・内部の壁・柱などすべてを金で覆い奥州藤原氏の権力と財力の象徴とも言われる。
奥州藤原氏は清衡、基衡、秀衡、泰衡と4代100年にわたって繁栄を極め、平泉は平安京に次ぐ日本第二の都市となった。戦乱の続く京を尻目に平泉は発展を続けた。半ば独立国であった。
この平泉文化は現代でも大阪商工会議所会頭による東北熊襲発言に際して、国会で東北地方の文化の象徴として引き合いにだされている。
平泉の金文化を支えたと伝えられている金鉱山は玉山金山（岩手県陸前高田市）、鹿折金山（宮城県気仙沼市）、大谷金山（宮城県気仙沼市）などがある。

### 落日
秀衡は、平治の乱の後にも、敗死した源義朝の子・源義経を庇護下に置いたことがあるが、文治元年（1185年）に義経が源頼朝と対立し、文治三年に再び義経を匿うこととなった。
秀衡は源頼朝から出された義経の引渡要求を再三再四拒んできたが、秀衡の死後、息子の藤原泰衡は頼朝の要求を拒みきれず文治5年（1189年）閏4月義経を自害に追い込み、義経の首を頼朝に引き渡すことで頼朝との和平を模索した。
しかし、関東の後背に長年独自政権を敷いてきた勢力があることを恐れた頼朝は、同年7月、義経を長らく匿っていたことを罪として奥州に出兵。贄柵（秋田県大館市）において家臣の造反により泰衡は殺され、奥州藤原氏は滅んだ。
平家滅亡により源氏の勢力が強くなったこと、奥州に深く関わっていた義経が頼朝と対立したことなどにより中立を維持できなくなったことが滅亡の原因となった。

## 一族
清衡の四男・藤原清綱（亘十郎）は当初亘理郡中嶋舘に居城し以後平泉へ移りその子の代には紫波郡日詰の樋爪（比爪）館に居を構え樋爪氏を名乗り樋爪俊衡と称している。奥州合戦では平泉陥落後、樋爪氏は居館に火を放ち地下に潜伏したが、当主・俊衡らは陣ヶ岡の頼朝の陣に出頭し降伏した。頼朝の尋問に対し法華経を一心に唱え一言も発せず命を差し出したので、老齢のことでもありその態度を是とした頼朝は樋爪氏の所領を安堵した。しかし、その後歴史の表舞台から消えた。子や弟も相模国他へ配流された。経清（亘理権大夫）以来代々の所領地曰理郷（亘理郡）も清綱（亘理権十郎）の没落とともに頼朝の幕僚・千葉胤盛の支配する所となった。
清衡の養娘の徳姫は、岩城則道（岩城氏の祖）に嫁し白水阿弥陀堂（いわき市）を建立した。
清綱の息女の乙和子姫は、信夫荘司佐藤基治に嫁し佐藤継信・佐藤忠信兄弟（義経の臣）の母親として信夫郡大鳥城（福島市飯坂温泉付近・現在舘の山公園）に居城した。全国佐藤姓の源の一つとなった。
藤原秀衡の四男高衡は、投降後相模国に流罪となった。後に赦免され、しばらくは鎌倉幕府の客将のような存在であったといわれるが、正治3年（1201年）、城長茂らが幕府転覆を図った建仁の乱において、謀叛の一味に加わり幕府の追っ手によって討ち取られた。
討ち取られた高衡の妻子は小泉氏を名乗り、鎌倉幕府の追っ手から逃れた。江戸末期まで仙台藩内に居住した。明治期の新姓で増加した他の小泉氏と区別するため、小泉から巨泉へと姓を改めた。

藤原秀衡の弟藤原秀栄は分家して十三湊に住み、十三氏（十三藤原氏）を名乗った。十三氏は鎌倉時代も残り、十三秀直の代の（寛喜元年）1229年に安東氏に滅ぼされるまで続いた。
一方でその一族は関東に逃れ、現在の安藤氏に続いている。

## 系譜
太字は当主、実線は実子、点線は養子。
| 藤原頼遠 | 藤原頼遠 | 藤原頼遠 | 藤原頼遠 | 藤原頼遠 | 藤原頼遠 |          |          |          |          |          |          | 安倍頼時 | 安倍頼時 | 安倍頼時 | 安倍頼時 | 安倍頼時 | 安倍頼時 |          |          |          |          |          |          |          |          |          |          |          |          |      |      |      |      |      |      |          |          |          |          |          |          |  |  |  |  |  |  |  |  |  |  |  |  |
| 藤原頼遠 | 藤原頼遠 | 藤原頼遠 | 藤原頼遠 | 藤原頼遠 | 藤原頼遠 |          |          |          |          |          |          | 安倍頼時 | 安倍頼時 | 安倍頼時 | 安倍頼時 | 安倍頼時 | 安倍頼時 |          |          |          |          |          |          |          |          |          |          |          |          |      |      |      |      |      |      |          |          |          |          |          |          |  |  |  |  |  |  |  |  |  |  |  |  |
| 藤原経清 | 藤原経清 | 藤原経清 | 藤原経清 | 藤原経清 | 藤原経清 |          |          |          |          |          |          | 女       | 女       | 女       | 女       | 女       | 女       |          |          |          |          |          |          | 清原武貞 | 清原武貞 | 清原武貞 | 清原武貞 | 清原武貞 | 清原武貞 |      |      |      |      |      |      | 女       | 女       | 女       | 女       | 女       | 女       |  |  |  |  |  |  |  |  |  |  |  |  |
| 藤原経清 | 藤原経清 | 藤原経清 | 藤原経清 | 藤原経清 | 藤原経清 |          |          |          |          |          |          | 女       | 女       | 女       | 女       | 女       | 女       |          |          |          |          |          |          | 清原武貞 | 清原武貞 | 清原武貞 | 清原武貞 | 清原武貞 | 清原武貞 |      |      |      |      |      |      | 女       | 女       | 女       | 女       | 女       | 女       |  |  |  |  |  |  |  |  |  |  |  |  |
|          |          |          |          |          |          |          |          |          |          |          |          |          |          |          |          |          |          |          |          |          |          |          |          |          |          |          |          |          |          |      |      |      |      |      |      |          |          |          |          |          |          |  |  |  |  |  |  |  |  |  |  |  |  |
|          |          |          |          |          |          |          |          |          |          |          |          |          |          |          |          |          |          |          |          |          |          |          |          |          |          |          |          |          |          |      |      |      |      |      |      |          |          |          |          |          |          |  |  |  |  |  |  |  |  |  |  |  |  |
|          |          |          |          |          |          | 清衡     | 清衡     | 清衡     | 清衡     | 清衡     | 清衡     | 清衡     | 清衡     | 清衡     | 清衡     | 清衡     | 清衡     | 家衡     | 家衡     | 家衡     | 家衡     | 家衡     | 家衡     |          |          |          |          |          |          | 真衡 | 真衡 | 真衡 | 真衡 | 真衡 | 真衡 |          |          |          |          |          |          |  |  |  |  |  |  |  |  |  |  |  |  |
|          |          |          |          |          |          | 清衡     | 清衡     | 清衡     | 清衡     | 清衡     | 清衡     | 清衡     | 清衡     | 清衡     | 清衡     | 清衡     | 清衡     | 家衡     | 家衡     | 家衡     | 家衡     | 家衡     | 家衡     |          |          |          |          |          |          | 真衡 | 真衡 | 真衡 | 真衡 | 真衡 | 真衡 |          |          |          |          |          |          |  |  |  |  |  |  |  |  |  |  |  |  |
|          |          |          |          |          |          |          |          |          |          |          |          |          |          |          |          |          |          |          |          |          |          |          |          |          |          |          |          |          |          |      |      |      |      |      |      |          |          |          |          |          |          |  |  |  |  |  |  |  |  |  |  |  |  |
| 惟常     | 惟常     | 惟常     | 惟常     | 惟常     | 惟常     | 基衡     | 基衡     | 基衡     | 基衡     | 基衡     | 基衡     | 清綱     | 清綱     | 清綱     | 清綱     | 清綱     | 清綱     | 正衡     | 正衡     | 正衡     | 正衡     | 正衡     | 正衡     |          |          |          |          |          |          |      |      |      |      |      |      |          |          |          |          |          |          |  |  |  |  |  |  |  |  |  |  |  |  |
| 惟常     | 惟常     | 惟常     | 惟常     | 惟常     | 惟常     | 基衡     | 基衡     | 基衡     | 基衡     | 基衡     | 基衡     | 清綱     | 清綱     | 清綱     | 清綱     | 清綱     | 清綱     | 正衡     | 正衡     | 正衡     | 正衡     | 正衡     | 正衡     |          |          |          |          |          |          |      |      |      |      |      |      |          |          |          |          |          |          |  |  |  |  |  |  |  |  |  |  |  |  |
|          |          |          |          |          |          |          |          |          |          |          |          |          |          |          |          |          |          |          |          |          |          |          |          |          |          |          |          |          |          |      |      |      |      |      |      |          |          |          |          |          |          |  |  |  |  |  |  |  |  |  |  |  |  |
| 秀衡     | 秀衡     | 秀衡     | 秀衡     | 秀衡     | 秀衡     | 十三秀栄 | 十三秀栄 | 十三秀栄 | 十三秀栄 | 十三秀栄 | 十三秀栄 | 樋爪俊衡 | 樋爪俊衡 | 樋爪俊衡 | 樋爪俊衡 | 樋爪俊衡 | 樋爪俊衡 | 樋爪季衡 | 樋爪季衡 | 樋爪季衡 | 樋爪季衡 | 樋爪季衡 | 樋爪季衡 | 乙和子   | 乙和子   | 乙和子   | 乙和子   | 乙和子   | 乙和子   |      |      |      |      |      |      | 佐藤基治 | 佐藤基治 | 佐藤基治 | 佐藤基治 | 佐藤基治 | 佐藤基治 |  |  |  |  |  |  |  |  |  |  |  |  |
| 秀衡     | 秀衡     | 秀衡     | 秀衡     | 秀衡     | 秀衡     | 十三秀栄 | 十三秀栄 | 十三秀栄 | 十三秀栄 | 十三秀栄 | 十三秀栄 | 樋爪俊衡 | 樋爪俊衡 | 樋爪俊衡 | 樋爪俊衡 | 樋爪俊衡 | 樋爪俊衡 | 樋爪季衡 | 樋爪季衡 | 樋爪季衡 | 樋爪季衡 | 樋爪季衡 | 樋爪季衡 | 乙和子   | 乙和子   | 乙和子   | 乙和子   | 乙和子   | 乙和子   |      |      |      |      |      |      | 佐藤基治 | 佐藤基治 | 佐藤基治 | 佐藤基治 | 佐藤基治 | 佐藤基治 |  |  |  |  |  |  |  |  |  |  |  |  |
|          |          |          |          |          |          |          |          |          |          |          |          |          |          |          |          |          |          |          |          |          |          |          |          |          |          |          |          |          |          |      |      |      |      |      |      |          |          |          |          |          |          |  |  |  |  |  |  |  |  |  |  |  |  |
|          |          |          |          |          |          |          |          |          |          |          |          |          |          |          |          |          |          |          |          |          |          |          |          |          |          |          |          |          |          |      |      |      |      |      |      |          |          |          |          |          |          |  |  |  |  |  |  |  |  |  |  |  |  |
| 国衡     | 国衡     | 国衡     | 国衡     | 国衡     | 国衡     | 泰衡     | 泰衡     | 泰衡     | 泰衡     | 泰衡     | 泰衡     | 忠衡     | 忠衡     | 忠衡     | 忠衡     | 忠衡     | 忠衡     | 高衡     | 高衡     | 高衡     | 高衡     | 高衡     | 高衡     | 通衡     | 通衡     | 通衡     | 通衡     | 通衡     | 通衡     | 頼衡 | 頼衡 | 頼衡 | 頼衡 | 頼衡 | 頼衡 |          |          |          |          |          |          |  |  |  |  |  |  |  |  |  |  |  |  |

## 奥州藤原氏を題材とした作品

### 文学作品
- 小野寺公二『平泉落日』（光文社時代小説文庫、1992年）
- 今東光『蒼き蝦夷の血 藤原四代』1～4（徳間文庫、1993年）
  - 1 清衡の巻 ISBN 4-19-567469-7、2 基衡の巻 ISBN 4-19-567470-0、3 秀衡の巻 上 ISBN 4-19-567499-9、4 秀衡の巻 下 ISBN 4-19-567500-6
- 江宮隆之『経清記』（新人物往来社、1993年） ISBN 4-404-02070-8
- 高橋克彦『炎立つ』壱 - 伍（講談社文庫、1995年）
  - 壱 北の埋み火 ISBN 4-06-185763-0、弐 燃える北天 ISBN 4-06-185764-9、参 空への炎 ISBN 4-06-185926-9、四 冥き稲妻 ISBN 4-06-185927-7、伍 光彩楽土 ISBN 4-06-263100-8
- 高橋直樹「奥羽の風塵」（『霊鬼頼朝』文春文庫、2004年 所収）

### 映像作品
- 『炎立つ』（1993年7月-1994年3月、NHK大河ドラマ）
- 『ねこねこ日本史』（2018年12月5日放映、Eテレ）

### 音楽作品
- 姫神
  - 「まほろば」
  - 「北天幻想」
  - 「炎（HOMURA）」